# Jimmy Sherman
James H. „Jimmy“ Sherman (* 17. August 1908 in Williamsport (Pennsylvania); † 11. Oktober 1975) war ein US-amerikanischer Jazzpianist, Arrangeur und Komponist, der heute vor allem als Textdichter von Lover Man bekannt ist.

## Leben und Wirken
Sherman spielte Mitte bis Ende der 1930er Jahre in verschiedenen Swingbands, u. a. mit Alphonse Trent, Al Sears, Stuff Smith, Lil Armstrong, Mildred Bailey und Putney Dandridge. Mit Jimmy Davis und Ram Ramirez schrieb er 1941 den Song Lover Man, der vor allem durch Billie Holiday 1944 bekannt wurde und von Sängerinnen wie Sarah Vaughan, Carmen McRae, Lena Horne, Betty Carter oder Shirley Horn gecovert wurde, aber auch von Charlie Parker interpretiert wurde. Sherman wirkte bereits im Juni 1937 auch bei einer Aufnahmesitzung von Billie Holiday mit (Me, Myself and I). In den 1930er und 1940er Jahren begleitete er die Vokalgruppe The Charioteers um den Tenoristen Billy Williams bei zahlreichen Aufnahmen für Vocalion und Columbia. Er war bis in die 1960er Jahre als Pianist tätig.